# Премия «Грэмми» за лучший джазовый вокальный альбом
Премия «Грэмми» за лучший джазовый вокальный альбом (англ. Grammy Award for Best Jazz Vocal Album) — одна из номинаций музыкальной премии Грэмми, вручаемой Американской академией звукозаписи. До 2001 года называлась Премия «Грэмми» за лучшее джазовое исполнение (англ. Grammy Award for Best Jazz Vocal Performance). Эта категория заменила собой три других, существовавших с 1981 по 1991 годы: за лучший мужской джазовый вокал (англ. Best Jazz Vocal Performance, Male), за лучший женский джазовый вокал (англ. Best Jazz Vocal Performance, Female) и за лучший джазовый вокал в составе дуэта или группы (англ. Grammy Award for Best Jazz Vocal Performance, Duo or Group). Близкая по смыслу награда непродолжительно существовала ещё ранее в течение четырёх лет. Её были удостоены два исполнителя: Элла Фитцджеральд за «Fitzgerald and Pass… Again» (1977 год) и «Fine and Mellow» (1980 год), Эл Джерро за «Look to the Rainbow» (1978 год) и «All Fly Home» (1979 год).

## Номинанты и лауреаты

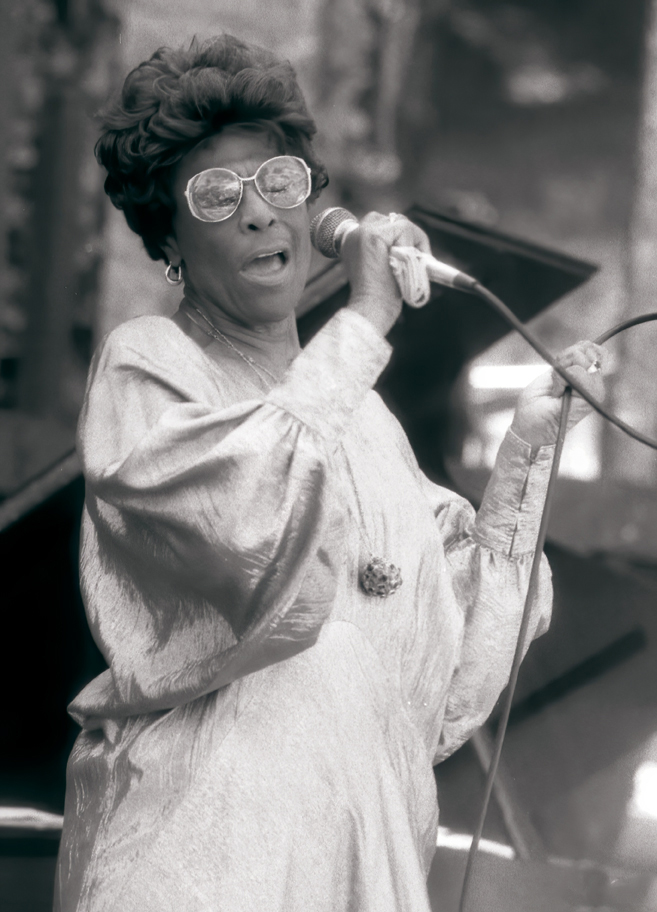
2-кратный победитель Элла Фитцджеральд.

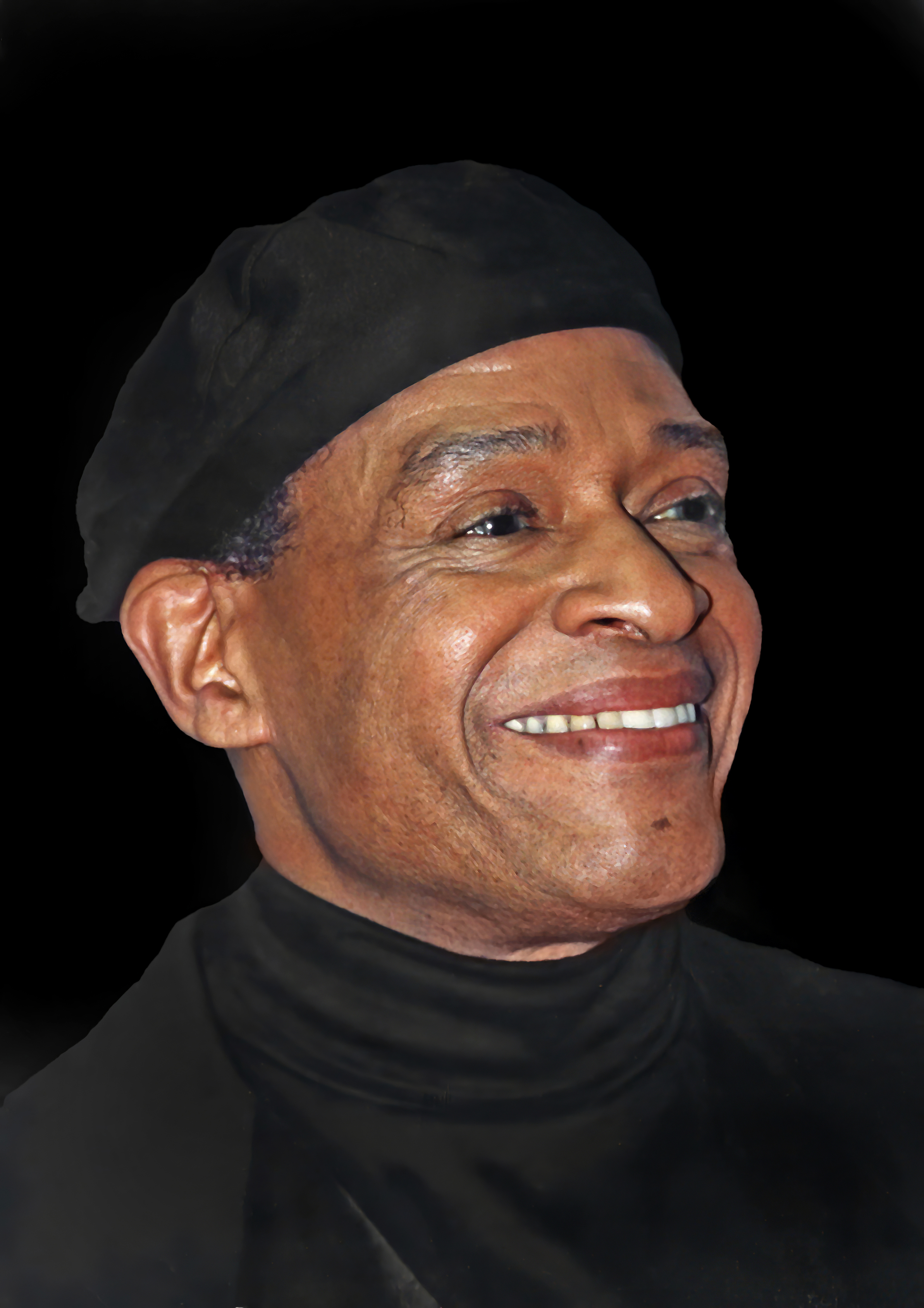
2-кратный победитель Эл Джерро.

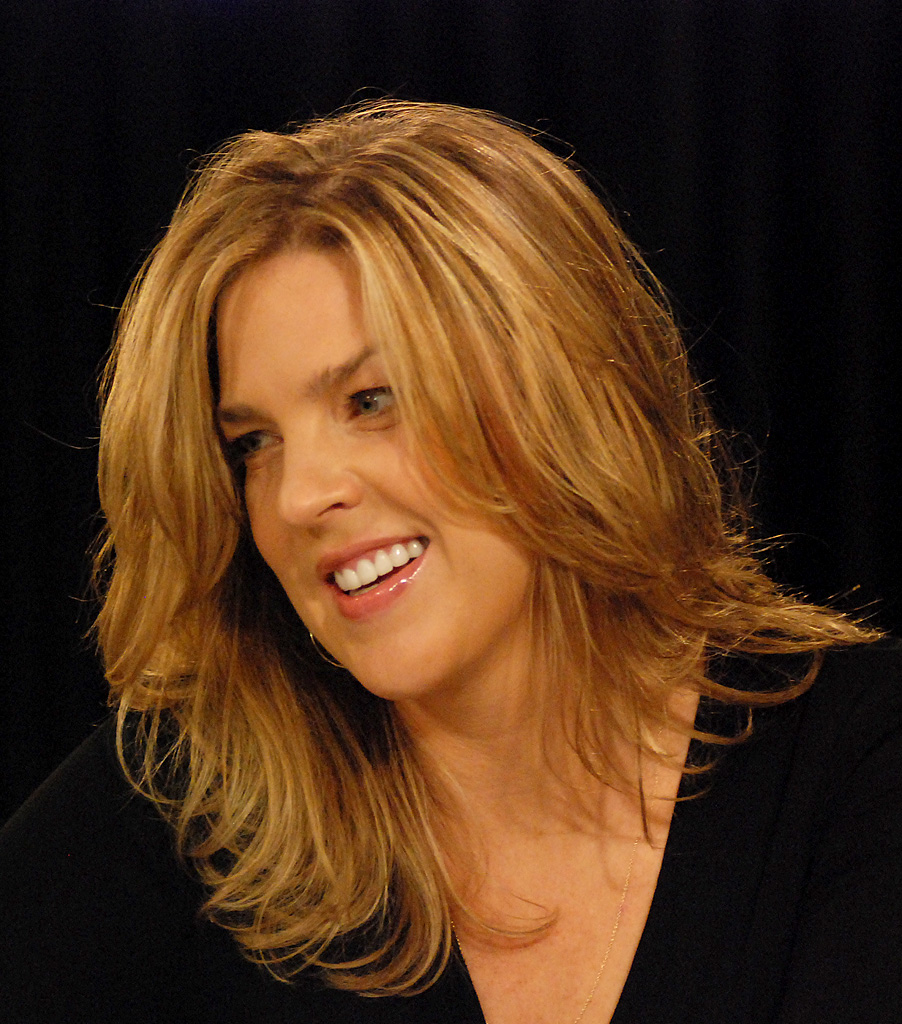
2-кратный победитель Дайана Кролл.

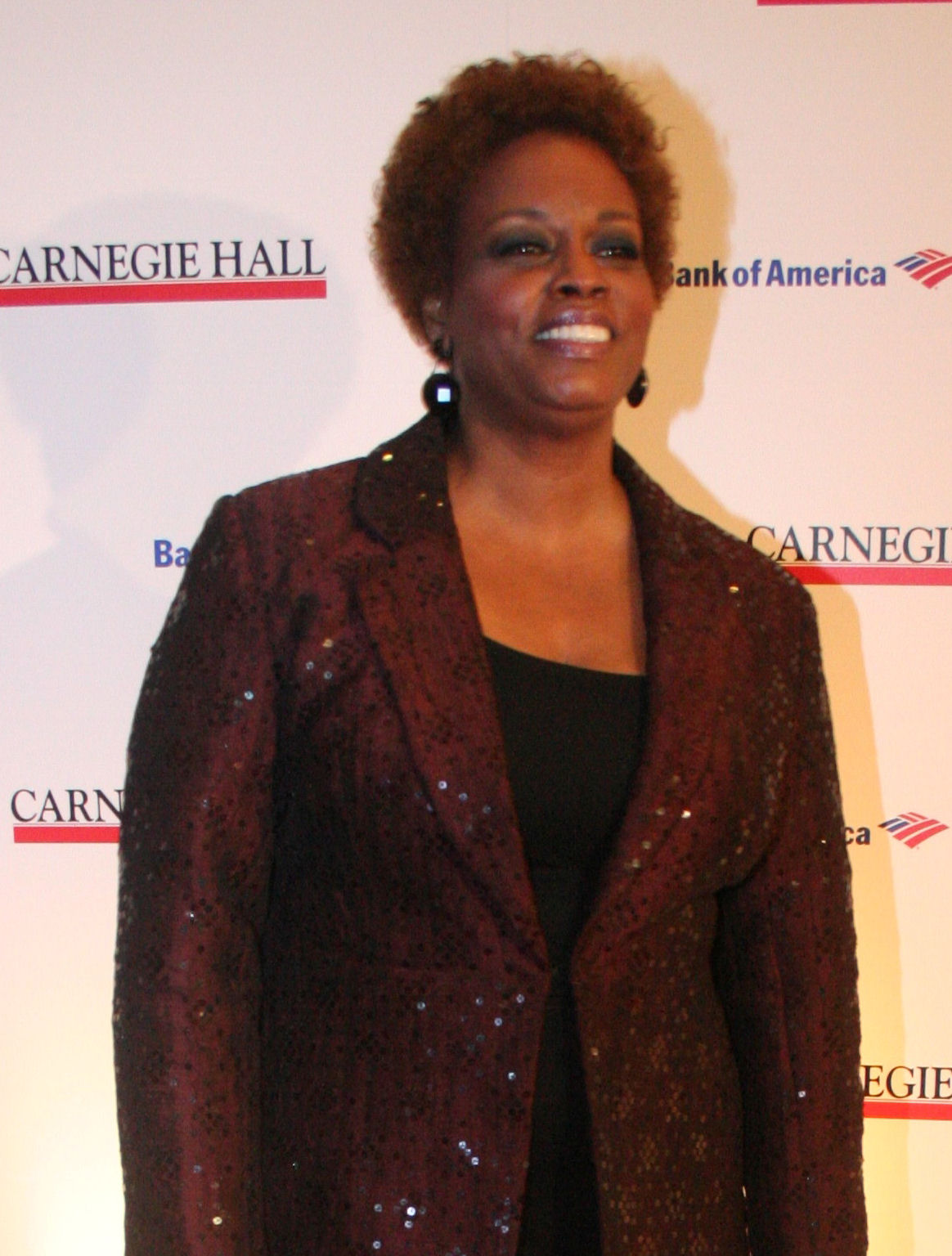
5-кратный лауреат Дайан Ривз.

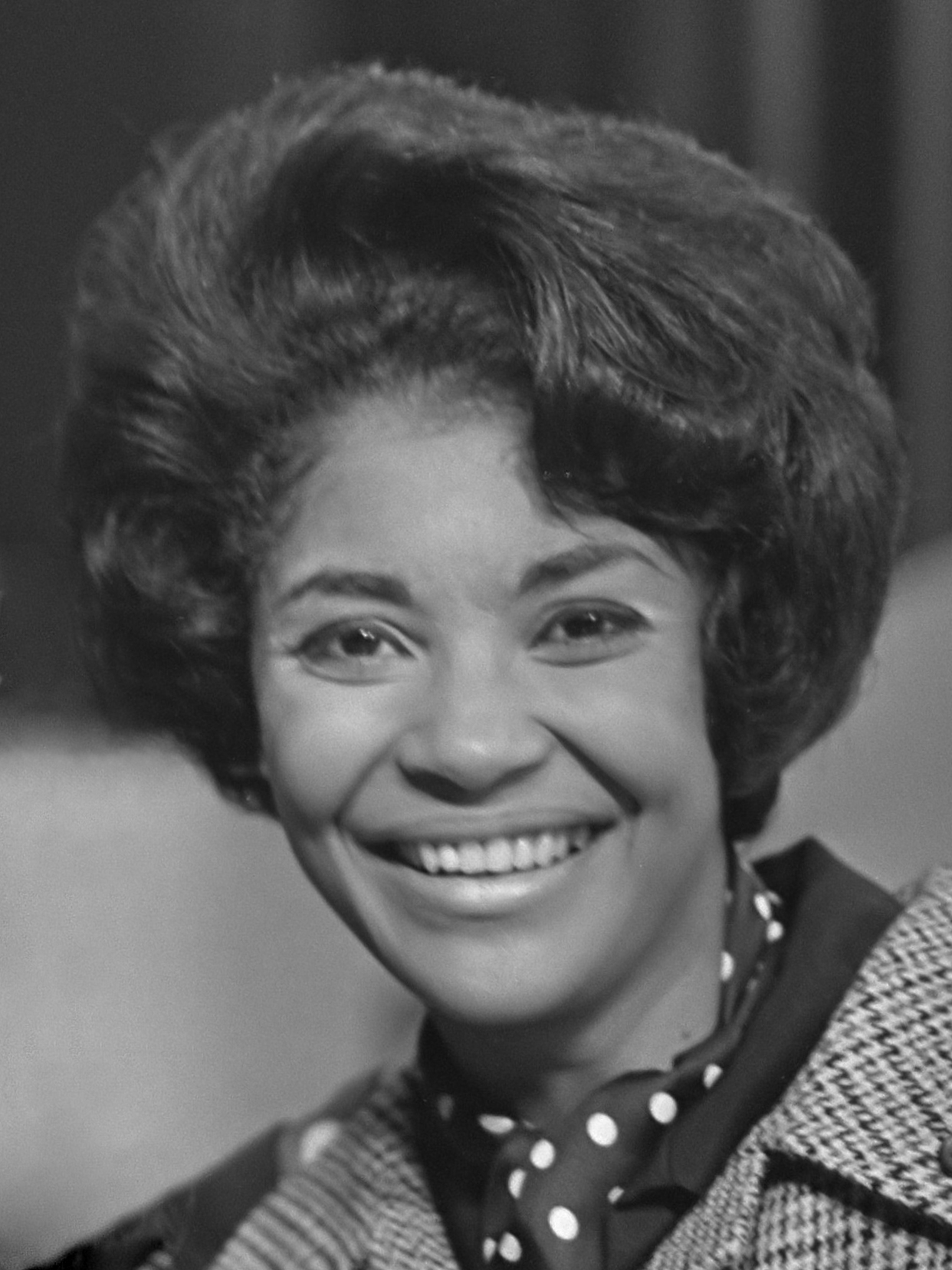
2-кратный победитель Нэнси Уилсон.

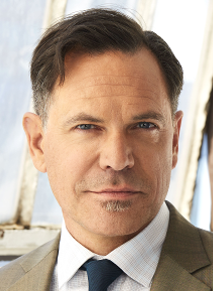
2-кратный победитель Курт Эллинг.

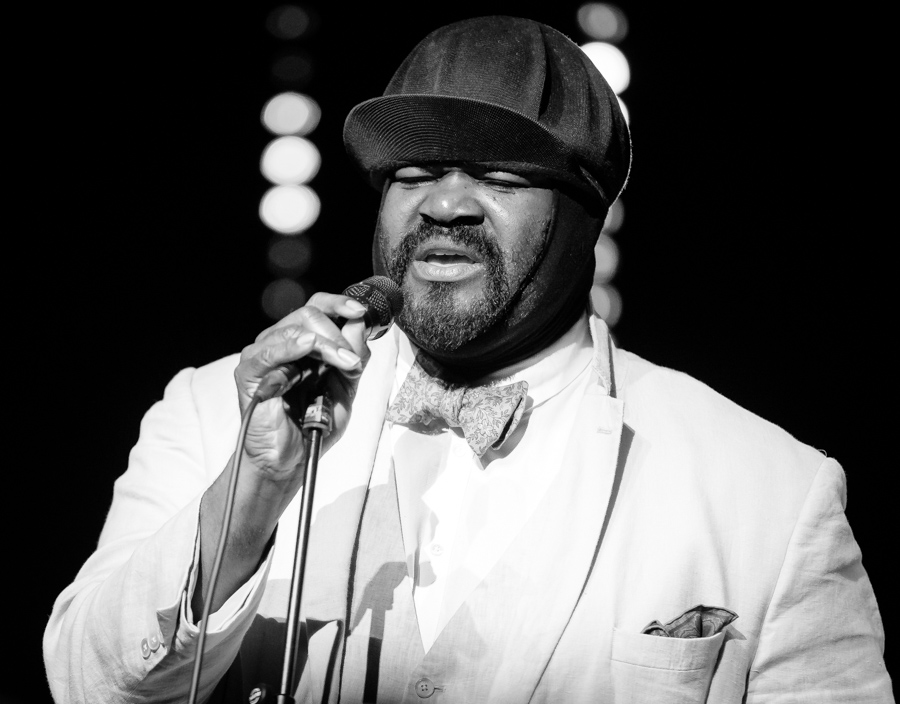
2-кратный победитель Грегори Портер.

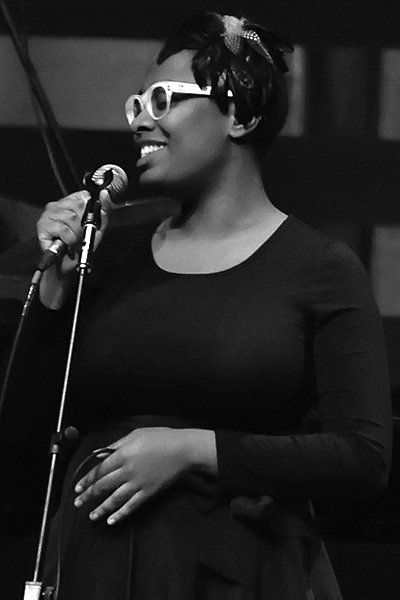
3-кратный победитель Сесиль Маклорин Сальван.

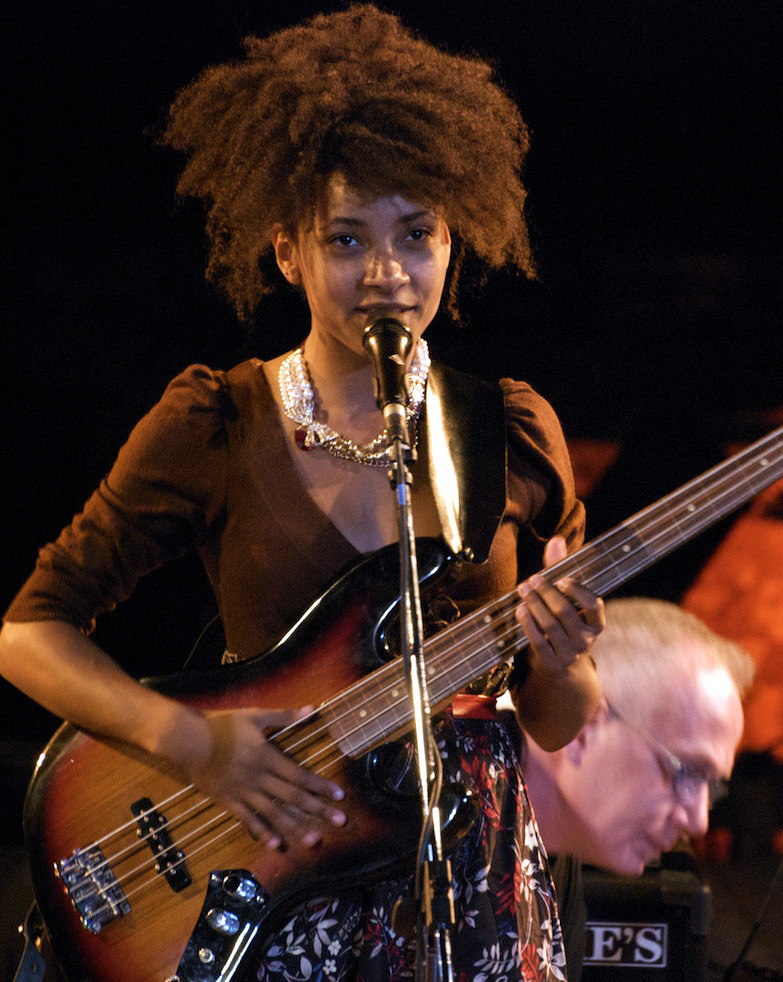
3-кратный победитель Эсперанса Сполдинг.

### 1990-е годы
| Год      | Победитель       | Альбом (композиция)                     | Номинанты                                   | Прим. |
| -------- | ---------------- | --------------------------------------- | ------------------------------------------- | ----- |
| 1992 год | Take 6           | «He Is Christmas»                       | - Ширли Хорн — «You Won’t Forget Me»        | [ 1 ] |
| 1993 год | Бобби Макферрин  | «Round Midnight»                        | - Take 6 — «I’m Always Chasing Rainbows»    | [ 2 ] |
| 1994 год | Натали Коул      | «Take a Look»                           | - Бобби Шот — «Swing That Music»            | [ 3 ] |
| 1995 год | Этта Джеймс      | «Mystery Lady: Songs of Billie Holiday» | - Кассандра Уилсон — «Blue Light 'til Dawn» | [ 4 ] |
| 1996 год | Лина Хорн        | «An Evening with Lena Horne»            | - Дайан Ривз — «Quiet After the Storm»      | [ 5 ] |
| 1997 год | Кассандра Уилсон | «New Moon Daughter»                     | - Дайана Кролл — «All for You»              | [ 6 ] |
| 1998 год | Ди Ди Бриджуотер | «Dear Ella»                             | - Марк Мёрфи — «Song For the Geese»         | [ 7 ] |
| 1999 год | Ширли Хорн       | «I Remember Miles»                      | - Дайан Ривз — «That Day…»                  | [ 8 ] |

### 2000-е годы
| Год      | Победитель       | Альбом (композиция)                                           | Номинанты                                               | Прим.  |
| -------- | ---------------- | ------------------------------------------------------------- | ------------------------------------------------------- | ------ |
| 2000 год | Дайана Кролл     | «When I Look in Your Eyes»                                    | - Кассандра Уилсон — «Traveling Miles»                  | [ 9 ]  |
| 2001 год | Дайан Ривз       | «In the Moment — Live in Concert»                             | - Нинна Фрилон — «Soulcall»                             | .      |
| 2002 год | Дайан Ривз       | «Celebrating Sarah Vaughan»                                   | - Ширли Хорн — «You’re My Thrill»                       | [ 11 ] |
| 2003 год | Дайана Кролл     | «Live in Paris»                                               | - Лусиана Соуза — «Brazilian Duos»                      |        |
| 2004 год | Дайан Ривз       | «A Little Moonlight»                                          | - Лусиана Соуза — «North and South»                     |        |
| 2005 год | Нэнси Уилсон     | «R.S.V.P. (Rare Songs, Very Personal)»                        | - Куин Латифа — «The Dana Owens Album»                  |        |
| 2006 год | Дайан Ривз       | «Good Night, and Good Luck» (саундтрек к одноимённому фильму) | - Тирни Саттон — «I’m with the Band»                    | [ 12 ] |
| 2007 год | Нэнси Уилсон     | «Turned to Blue»                                              | - Нэнси Кинг — «Live at Jazz Standard with Fred Hersch» | [ 13 ] |
| 2008 год | Патти Остин      | «Avant Gershwin»                                              | - Тирни Саттон — «On The Other Side»                    | [ 14 ] |
| 2009 год | Кассандра Уилсон | «Loverly»                                                     | - Норма Уинстон — «Distances»                           | [ 15 ] |

### 2010-е годы
| Год      | Победитель                | Альбом (композиция)                                                        | Номинанты | Прим.  |
| -------- | ------------------------- | -------------------------------------------------------------------------- | --- | ------ |
| 2010 год | Курт Эллинг               | «Dedicated to You: Kurt Elling Sings the Music of Coltrane and Hartman»    | - Рэнди Кроуфорд и Джо Сэмпл — «No Regrets» - Роберта Гамбарини — «So In Love» - Лусиана Соуза — «Tide» - Тирни Саттон — «Desire»                                                                      | [ 16 ] |
| 2011 год | Ди Ди Бриджуотер          | «Eleanora Fagan (1915–1959): To Billie with Love from Dee Dee Bridgewater» | - Фредди Кол — «Freddy Cole Sings Mr. B» - Дениз Донателли — «When Lights are Low» - Лоррейн Фетер — «Ages» - Грегори Портер — «Water»                                                                 |        |
| 2012 год | Терри Лин Каррингтон & VA | «The Mosaic Project»                                                       | - Розанна Витро — «The Music of Randy Newman» | [ 17 ] |
| 2013 год | Эсперанса Сполдинг        | «Radio Music Society»                                                      | - Лусиана Соуза — «The Book of Chet» | [ 18 ] |
| 2014 год | Грегори Портер            | «Liquid Spirit»                                                            | - Тирни Саттон — «After Blue» | [ 19 ] |
| 2015 год | Дайан Ривз                | «Beautiful Life»                                                           | - Билли Чайлдс — «Map to the Treasure: Reimagining Лора Ниро» - Рене Мари — «I Wanna Be Evil (With Love to Эрта Китт» - Гретчен Парлато — «Live in NYC» - Тирни Саттон — «'Paris Sessions»             | [ 20 ] |
| 2016 год | Сесиль Маклорин Сальван   | For One to Love                                                            | - Каррин Эллисон – Many a New Day: Karrin Allyson Sings Rodgers & Hammerstein - Дениз Донателли – Find a Heart - Лоррейн Фезер – Flirting with Disaster - Джемисон Росс – Jamison                      | [ 21 ] |
| 2017 год | Грегори Портер            | Take Me to the Alley                                                       | - Рене Мари – Sound of Red - Branford Marsalis Quartet & Курт Эллинг – Upward Spiral - Кэтрин Расселл – Harlem on My Mind - The Tierney Sutton Band – The Sting Variations                             | [ 22 ] |
| 2018 год | Сесиль Маклорин Сальван   | Dreams and Daggers                                                         | - The Baylor Project - The Journey - Джазмея Хорн - A Social Call - Рауль Мидон - Bad Ass and Blind - Randy Porter Trio & Нэнси Кинг - Porter Plays Porter                                             | [ 23 ] |
| 2019 год | Сесиль Маклорин Сальван   | The Window                                                                 | - Фредди Коул - My Mood Is You - Курт Эллинг - The Questions - Кейт Макгарри с К.Ганц и Г.Версачи - The Subject Tonight Is Love - Рауль Мидон с Metropole Orkest и Винсом Мендоса - If You Really Want | [ 24 ] |
| 2020 год | Эсперанса Сполдинг        | 12 Little Spells                                                           | - Сара Газарек - Thirsty Ghost - Джазмея Хорн - Love & Liberation - Кэтрин Расселл - Alone Together - The Tierney Sutton Band - ScreenPlay                                                             | [ 25 ] |

### 2020-е годы
| Год      | Победитель                   | Альбом (композиция)          | Номинанты | Прим.  |
| -------- | ---------------------------- | ---------------------------- | --- | ------ |
| 2021 год | Курт Эллинг ft. Данило Перес | Secrets Are the Best Stories | - Тана Алекса - ONA - Кармен Ланди - Modern Ancestors - Соми с Frankfurt Radio Big Band - Holy Room: Live at Alte Oper - Кенни Вашингтон - What's the Hurry                                                           | [ 26 ] |
| 2022 год | Эсперанса Сполдинг           | Songwrights Apothecary Lab   | - The Baylor Project — Generations - Курт Эллинг и Charlie Hunter — SuperBlue - Нинна Фрилон — Time Traveler - Гретчен Парлато — Flor                                                                                 | [ 27 ] |
| 2023 год | Самара Джой                  | Linger Awhile                | - The Baylor Project — The Evening: Live at APPARATUS - Кармен Ланди — Fade to Black - The Manhattan Transfer вместе с WDR Funkhausorchester — Fifty - Сесиль Маклорин Сальван — Ghost Song                           | [ 28 ] |
| 2024 год | Николь Зурайтис              | How Love Begins              | - Патти Остин при участии Gordon Goodwin's Big Phat Band — For Ella 2 - Фред Херш и Эсперанса Сполдинг— Alive at the Village Vanguard - Гретчен Парлато и Лайонел Луке — Lean In - Сесиль Маклорин Сальван — Mélusine | [ 29 ] |
| 2025 год | Самара Джой                  | A Joyful Holiday             | - Кристи Дэшил — Journey in Black - Курт Эллинг и Салливан Фортнер— Wildflowers Vol 1 - Милтон Насименту и Эсперанса Сполдинг — Milton + Esperanza - Кэтрин Расселл и Шон Мейсон — My Ideal                           | [ 30 ] |